# Paul Ormerod
Paul Abel Ormerod, född 1969, är en australisk botaniker som är specialiserad på orkidéer.
Auktorsnamnet Ormerod kan användas för Paul Ormerod i samband med ett vetenskapligt namn inom botaniken; se Wikipediaartiklar som länkar till auktorsnamnet.